# Rajd Północnego Słońca 1957
Rajd Północnego Słońca 1957 (8. Svenska Rallyt till Midnattssolen) – 8. edycja rajdu samochodowego Rajd Północnego Słońca rozgrywanego w Szwecji. Rozgrywany był od 13 do 15 czerwca 1957 roku. Była to piąta runda Rajdowych Mistrzostw Europy w roku 1957.

## Klasyfikacja rajdu
| Miejsce                      | Kierowca                     | Pilot                        | Samochód                      | Czas                         | Strata                       |                              |
| Klasyfikacja generalna i ERC | Klasyfikacja generalna i ERC | Klasyfikacja generalna i ERC | Klasyfikacja generalna i ERC  | Klasyfikacja generalna i ERC | Klasyfikacja generalna i ERC | Klasyfikacja generalna i ERC |
| ---------------------------- | ---------------------------- | ---------------------------- | ----------------------------- | ---------------------------- | ---------------------------- | ---------------------------- |
| 1.                           | Thure Jansson                | Lennart Jansson              | Volvo PV 444 LS               | 10                           | 0.0                          |                              |
| 2.                           | Helmer Adiels                | Anders Berg                  | DKW F 91                      | 11                           | +1                           |                              |
| 3.                           | Martin Carstedt              | Gulli Carstedt               | Ford Fairlane 500             | 12                           | +2                           |                              |
| 4.                           | Nils-Erik Carlsson           | Harry Happman                | Volvo PV 444                  | 12                           | +2                           |                              |
| 5.                           | Valter Karlsson              | Henry Karlsson               | DKW                           | 13                           | +3                           |                              |
| 6.                           | Carl-Magnus Skogh            | Rolf Skogh                   | Saab 93                       | 14                           | +4                           |                              |
| 7.                           | Berndt Jansson               | Torsten Grennberg            | Volkswagen Käfer Typ 122 1200 | 15                           | +5                           |                              |
| 8.                           | Stig Gruen                   | Sven-Erik Eriksson           | Peugeot 403                   | 16                           | +6                           |                              |
| 9.                           | Allan Borgefors              | Börje Andersson              | Porsche 356 Speedster         | 17                           | +7                           |                              |
| 10.                          | Arthur Wessblad              | Göran Grimhall               | Porsche 356 1600 Super        | 21                           | +11                          |                              |